# Torre de Acapulco
La Torre de Acapulco est un gratte-ciel de 115 mètres de hauteur situé à Acapulco au Mexique. Il a été inauguré en 1981. 
Il abrite des logements sur 31 étages.